# Pankracy (Kaszperuk)
Pankracy, imię świeckie Petro Kaszperuk (ur. 12 listopada?/24 listopada 1890 w Szepetówce, zm. 13 lipca 1972 w Równem) – biskup Rosyjskiego Kościoła Prawosławnego, Ukrainiec z pochodzenia.

## Życiorys
Po ukończeniu dwuklasowej szkoły w 1910 wstąpił jako posłusznik do Ławry Poczajowskiej. 21 czerwca 1914 złożył wieczyste śluby mnisze przed jej przełożonym, archimandrytą Paisjuszem, przyjmując imię Pankracy. W 1918 arcybiskup wołyński i żytomierski Eulogiusz wyświęcił go na hierodiakona. Trzy lata później przyjął święcenia kapłańskie z rąk arcybiskupa krzemienieckiego Dionizego. W tym samym roku rozpoczął naukę teologii na dwuletnim kursie w seminarium duchownym w Krzemieńcu. Od 1924 do 1939 był katechetą w siedmioklasowej szkole w Poczajowie. W 1935 otrzymał godność archimandryty.
Od 1942 do 1944 kierował kursami teologicznymi prowadzonymi przy Ławrze Poczajowskiej. W 1943 otrzymał godność jej namiestnika, którą sprawował przez trzy lata, do wyświęcenia na biskupa kamieniecko-podolskiego i proskurowskiego. Jego chirotonia biskupia miała miejsce 28 kwietnia 1946 z udziałem konsekratorów: metropolity kijowskiego Jana, biskupów mukaczewskiego Nestora i czernihowskiego Borysa. Urząd biskupa kamienieckiego sprawował do 1948. Został następnie przeniesiony na katedrę wołyńską, której ordynariuszem był przez kolejne cztery lata. W 1952 przeniesiony ponownie, tym razem do eparchii lwowskiej, otrzymując równocześnie godność arcybiskupią. W 1956 ponownie objął zarząd eparchii wołyńskiej. Sześć lat później odszedł w stan spoczynku. Nadal mieszkał w Równem.
16 listopada 1962, cztery miesiące po przeniesieniu w stan spoczynku, został wyznaczony na biskupa czernihowskiego i nieżyńskiego. 20 listopada tego samego roku nominacja ta została odwołana z powodu choroby hierarchy.
Pankracy (Kaszperuk) zmarł w 1972 w Równem i został pochowany na cmentarzu mnichów Ławry Poczajowskiej.